# B with you
B with you（ビー・ウィズ・ユー）は、RADiO BERRYで平日の朝に放送しているラジオ番組である。金曜日のみ、Flying Fridayと言う番組名としてオンエアしている。

## 概要
前番組のB-UP!終了に伴い、前番組の9:00から10:54までの枠を新たにリニューアルした番組である。
2021年3月に番組改編によりBloominと共に放送終了する事が発表された。

## パーソナリティ

### 2018年4月～9月
- 月・火…鹿島田千帆
- 水…佐藤由紀子
- 木…落合江美
- 金…渡辺裕介

### 2018年10月～2020年3月
- 月・火…鹿島田千帆
- 水・木…井出文恵
- 金…渡辺裕介

### 2020年4月〜2021年3月
- 月・火…鹿島田千帆
- 水・木…八木志芳
- 金…渡辺裕介